# Langnasenhörnchen
Das Langnasenhörnchen (Rhinosciurus laticaudatus) ist die einzige Art der Gattung Rhinosciurus aus der Familie der Hörnchen. Es hat als herausragendes Merkmal eine extrem verlängerte und zugespitzte Schnauze. Das Fell dieses Tieres ist oberseits rotbraun und unterseits weißlich gefärbt. Die Schwanzhaare sind grau, tragen aber weiße Spitzen. Das Langnasenhörnchen hat eine Kopfrumpflänge von 20 cm, hinzu kommen etwa 12 cm Schwanz. Verbreitet ist es auf der Malaiischen Halbinsel, den Inseln Sumatra und Borneo und manchen kleineren Inseln Indonesiens.

## Merkmale
Das Langnasenhörnchen erreicht eine Kopf-Rumpf-Länge von 19,5 bis 21,5 Zentimetern und eine Schwanzlänge von 11,5 bis 14,0 Zentimetern. Das Rückenfell ist dunkelbraun und die Bauchseite weiß bis cremefarben. Die Schnauze ist land ausgezogen. Der Schwanz wird beim Laufen nach oben gebogen.
In seiner Gestalt ähnelt das Langnasenhörnchen den Spitzhörnchen so sehr, dass in den meisten Regionen des Verbreitungsgebiets beide mit den gleichen Namen belegt werden; allerdings sind die Langnasenhörnchen Nagetiere, während die Spitzhörnchen eine eigene, nicht mit ihnen verwandte Ordnung darstellen.

## Lebensweise
Langnasenhörnchen sind einzelgängerischer Bewohner primärer und sekundärer tropischer Regenwälder. Hier bewegen sie sich auf dem Erdboden. Das Nest wird unter den Wurzeln von Bäumen errichtet. Der Wurf, der aus ein oder zwei Jungen besteht, wird in diesen Nestern großgezogen. Die lange Schnauze und eine ebenso lange, vorstreckbare Zunge haben sich in Anpassung an eine weitgehend insectivore Ernährung entwickelt, die aus Ameisen, Termiten, Käfern und Regenwürmern besteht. Während andere Hörnchen nur nebenbei tierische Nahrung zu sich nehmen, ist sie bei den Langnasenhörnchen zur Hauptnahrung geworden, Früchte werden daneben auch gefressen.

## Systematik
Das Langnasenhörnchen ist die einzige Art in der damit monotypischen Gattung Rhinosciurus. Es wurde 1840 von Salomon Müller als Sciurus laticaudatus aus dem westlichen Kalimantan in Indonesien beschrieben.
Innerhalb der Art werden mit der Nominatform drei Unterarten unterschieden:
- Rhinosciurus laticaudatus laticaudatus S. Müller, 1840: im Norden, Westen und Süden von Borneo sowie von den Natuna-Inseln Buguran und Serasan
- Rhinosciurus laticaudatus alacris  Thomas, 1908: auf der malaiischen Halbinsel, parapatrisch zu Rhinosciurus l. saturatus
- Rhinosciurus laticaudatus saturatus Robinson & Kloss, 1919: auf der malaiischen Halbinsel (parapatrisch zu Rhinosciurus l. alacris), auf Sumatra und auf der indonesischen Insel Tuangku.

## Bedrohung und Schutz
Das Langnasenhörnchen wird von der International Union for Conservation of Nature and Natural Resources (IUCN) als Art der Vorwarnliste (Near Threatened, NT) eingeordnet. Die Art ist zwar weit verbreitet und kommt in zahlreichen Schutzgebieten sowohl in primären wie auch in sekundären Waldgebieten vor, der Holzeinschlag und Waldverlust ist in ihrem Verbreitungsgebiet jedoch sehr hoch und die Populationsgröße ist abnehmend.

## Belege
1. 1 2 3 4  J.L. Koprowski, E.A. Goldstein, K.R. Bennett, C. Pereira Mendes: Genus Rhinosciurus. In: Don E. Wilson, T.E. Lacher, Jr., Russell A. Mittermeier (Hrsg.): Handbook of the Mammals of the World: Lagomorphs and Rodents 1. (HMW, Band 6) Lynx Edicions, Barcelona 2016, ISBN 978-84-941892-3-4, S. 729.
2. ↑  Rhinosciurus In: Richard W. Thorington Jr., John L. Koprowski, Michael A. Steele: Squirrels of the World. Johns Hopkins University Press, Baltimore MD 2012; S. 172–174. ISBN 978-1-4214-0469-1
3. ↑  Rhinosciurus laticaudatus in der Roten Liste gefährdeter Arten der IUCN 2019. Eingestellt von: E. Meijaard, J.W. Duckworth, B. Lee, R.J. Tizard, 2008. Abgerufen am 1. August 2019.